# Klimaatconferentie van de Verenigde Naties
De Klimaatconferenties van de Verenigde Naties, in het Engels United Nations Climate Change conferences (COP), zijn jaarlijks terugkerende conferenties in het kader van het klimaatverdrag. De klimaatconferenties zijn de formele bijeenkomsten van de landen van het klimaatverdrag om de vooruitgang bij de aanpak van de opwarming van de aarde te beoordelen. Vanaf het midden van de jaren negentig werden de conferenties ook gebruikt om te onderhandelen over het Kyoto-protocol om juridisch bindende verplichtingen voor ontwikkelde landen vast te stellen om hun uitstoot van broeikasgassen. van 2011 tot 2015 werden de conferenties gebruik om te onderhandelen over het Akkoord van Parijs. Elke definitieve tekst van een COP moet bij consensus worden goedgekeurd.
De eerste VN klimaatconferentie werd in 1995 gehouden in Berlijn.

## Conferenties
| Conferentie | Datum                          | Locatie         |
| ----------- | ------------------------------ | --------------- |
| 1           | 28 maart - 7 april 1995        | Berlijn         |
| 2           | 8 - 9 juli 1996                | Genève          |
| 3           | 1 - 10 december 1997           | Kyoto           |
| 4           | november 1998                  | Buenos Aires    |
| 5           | 25 oktober - 5 november 1999   | Bonn            |
| 6           | 13 - 25 november 2000          | Den Haag        |
| 6*          | 16 - 27 juli 2001              | Bonn            |
| 7           | 29 oktober - 10 november 2001  | Marrakech       |
| 8           | 23 oktober - 1 november 2002   | New Delhi       |
| 9           | 1 - 12 december 2003           | Milaan          |
| 10          | 6 - 17 december 2004           | Buenos Aires    |
| 11          | 28 november - 9 december 2005  | Montreal        |
| 12          | 6 - 17 november 2006           | Nairobi         |
| 13          | 3 - 14 december 2007           | Bali            |
| 14          | 1 - 12 december 2008           | Poznań          |
| 15          | 7 - 18 december 2009           | Kopenhagen      |
| 16          | 28 november - 10 december 2010 | Cancún          |
| 17          | 28 november - 9 december 2011  | Durban          |
| 18          | 26 november - 7 december 2012  | Doha            |
| 19          | 11 - 23 november 2013          | Warschau        |
| 20          | 1 - 12 december 2014           | Lima            |
| 21          | 30 november - 12 december 2015 | Parijs          |
| 22          | 7 - 18 november 2016           | Marrakech       |
| 23          | 6 - 17 november 2017           | Bonn            |
| 24          | 3 - 14 december 2018           | Katowice        |
| 25          | 2 - 13 december 2019           | Madrid          |
| 26          | 9 - 19 november 2020           | Glasgow         |
| 27          | 6 - 18 november 2022           | Sharm-el-Sheikh |
| 28          | 6 - 17 november 2023           | Dubai           |
| 29          | 11 - 22 november 2024          | Bakoe           |
| 30          | 10 - 21 november 2025          | Belém           |